# 中田粲堂
中田 粲堂（なかだ さんどう、男性、明和8年（1771年） – 天保3年7月20日（1832年8月15日））は、江戸時代後期の儒者・漢詩人・篆刻家。
本姓は藤原氏であったので修して滕と称することもあった。名は正博、字は学古、粲堂は号で別号に二水万竹楼・粋竹・雲湖などがある。通称平助、晩年は平右衛門。江戸の人。

## 略伝
先祖は鳥居忠政の家臣で後に幕府に仕え官吏となる。しかし父平蔵は職を辞して江戸下谷に住み深谷氏を名乗り、その後祖父母の姓である伴氏を称する。粲堂は学問を好み、最初は谷麓谷に就き、後に林述斎（林祭酒）の門下となり儒者を生業とした。また詩文をよくし篆刻に巧みであった。文化年間に京都と北陸に遊歴している。中田氏に後嗣がいなかったので中田姓に復した。谷麓谷の娘（つまり谷文晁の実妹）である谷舜媖を妻とし江戸八丁堀地蔵橋に住んだ。隣家の住人は村田春海、さらに隣には斎藤十郎兵衛が住んでいたとされる。後に役人（南町奉行所の与力）となったが、柴野栗山、野沢酔石、山本北山、大窪詩仏、佐藤一斎、菊池五山などの文人と深く交流し文雅を究めた。その性格は剛毅でありながら慈愛に深く人に尽くした。文政12年に火災に遭い、蔵書や印章をことごとく焼失した。
篆刻は古人の真跡を研鑽し、よいものをみれば必ず模刻した。その数は数百顆に上り『歴朝名公欵譜』とした。また花を好み、画友に30の花を画かせ、それに銅印30顆を刻して鈐し詩句を添えて『名花交叢』として冊子とした。